# Steven Rodríguez
Steven Nohel Rodríguez Torreyes (ur. 29 grudnia 2003) – wenezuelski zapaśnik walczący w stylu wolnym. 
Brązowy medalista mistrzostw panamerykańskich w 2025. Wygrał mistrzostwa panamerykańskie U-23 w 2024 i drugi w 2025. Trzeci na igrzyskach panamerykańskich młodzieży w 2021. Wicemistrz panamerykański juniorów w 2023 roku.